# Asún
Asún ist ein spanischer Ort in der Provinz Huesca der Autonomen Gemeinschaft Aragonien. Asún, im Pyrenäenvorland liegend, gehört zur Gemeinde Sabiñánigo. Der Ort auf 1260 Meter Höhe hatte im Jahr 2010 keine Einwohner.

## Geographie
Der Ort im Val d’Acumuer liegt etwa zwölf Kilometer nördlich von Sabiñánigo.

## Geschichte
Zwischen 1842 und 1857 gehörte Asún zur damaligen selbständigen Gemeinde Acumuer.

## Einwohnerentwicklung
1842 = 43
1900 = 52
1910 = 57
1920 = 52
1930 = 48
1940 = 34
1950 = 31
1960 = 21